# Tryphomyax mexicanus
Tryphomyax mexicanus is een tweekleppigensoort uit de familie van de Galeommatidae. De wetenschappelijke naam van de soort is voor het eerst geldig gepubliceerd in 1959 door Berry.